# 스테파운 크리스티아운손
스테파운 크리스티아운손(아이슬란드어: Stefán Kristjánsson, 1982년 12월 8일 ~ 2018년 2월 28일)은 아이슬란드의 체스 그랜드마스터이자 포커 선수이다.
스테파운은 11살 때부터 체스를 배우기 시작하였으며, 19살이 되던 2002년에 인터내셔널 마스터 칭호를 취득하였다. 2002년과 2006년 레이캬비크 체스 챔피언십에서 우승을 차지하였다. 2006년에 그랜드마스터 칭호를 딸 수 있는 놈(norm)을 모두 충족하였으며, 5년 후인 2011년에 점수를 2500점을 넘기면서 수여받았다. 아이슬란드 대표로 체스 올림피아드에 다섯 번, 유러피언 팀 체스 챔피언십에 네 번 출전하였다.
스테파운은 그랜드마스터 칭호를 얻은 후 열리는 경기에 정기적으로 출전하지는 않았다. 대신 체스 외에도 포커에서 뛰어난 두각을 보였고, 아이슬란드 포커계에서 명성을 얻게 되었다. 2018년 향년 35세의 나이를 끝으로 사망하였으며, 체스 그랜드마스터 칭호를 받은 아이슬란드 사람 중에서는 가장 먼저 사망한 선수가 되었다.

## 체스 커리어
스테파운은 1982년 12월 8일 레이캬비크에서 태어났다. 멜라스콜리 초등학교에 재학중이던 11살 말이 되었을 때 체스를 처음으로 시작하였다.

## 사생활과 죽음
스테파운은 라우라 크리스틴(Lára Kristín)과 안나 마르그리에트(Anna Margrét)라는 이름의 두 명의 자매가 있으며, 2003년 혹은 2004년에 출생한 아들이 있다. 2010년 5월, 스테파운의 엄마는 스테파운이 사준 자전거에서 떨어져 뇌 손상을 입었고, 24시간 가까이 되는 시간 동안 엄마를 보살펴야 했다. 이 사건은 스테파운에게 매우 나쁜 영향을 끼쳤고, 레이캬비크에서 평판이 그렇게 좋지 않은 포커 선수들과 관계를 맺으며 약물에 손을 대기 시작하였다. 이로 인해 포커로 벌어들인 돈의 상당 부분을 약물을 사는 데 탕진하였다.
스테파운은 2018년 2월 28일 향년 35세의 나이를 일기를 끝으로 사망하였다. 공식적인 사인은 발표되지 않았다. 아일랜드의 온라인 신문사 Visir.is는 스테파운의 죽음이 아이슬란드 체스계에 큰 영향을 미치고 있다고 보도하였다. 비외르든 소르핀손은 스테파운이 사망하면서 아이슬란드의 체스가 이전과 같은 실력과 같이 회복하려면 오랜 시간이 걸릴 것이라고 말하였다.